# اندازه بدن و غنای گونه‌ای

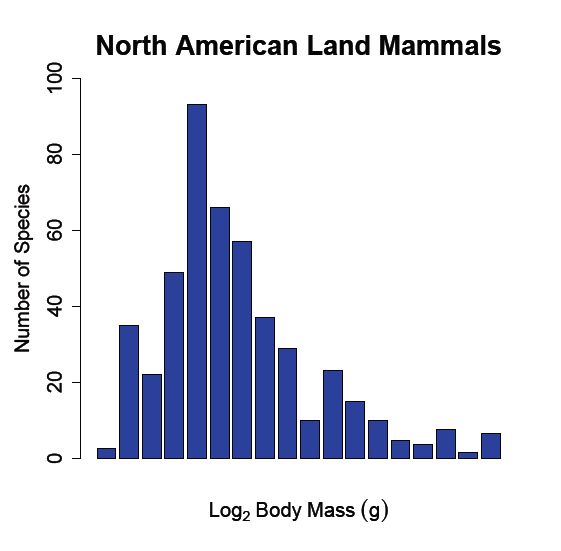
شکل ۱. توزیع فراوانی پستانداران خشکی آمریکای شمالی (۴۶۵=n). این شکل یک پراکندگی اریب به سمت راست را نشان می‌دهد، با یک حالت تمایل به گونه‌های کوچکتر (۵۰–۱۰۰ ز). محور x پستاندارانی را در اندازه‌های ۳ گرم تا ۳۹۳ کیلوگرم در بر می‌گیرد. بازنگری از براون و نیکولتو (1991)

توزیع نموداری اندازه بدن و غنای گونه‌ای (به انگلیسی: Body size and species richness) الگویی است که در نحوه توزیع گونه‌ها در مقیاس‌های فضایی بزرگ دیده می‌شود. تعداد گونه‌هایی که جثه کوچکی از خود نشان می‌دهند به‌طور کلی از تعداد گونه‌هایی که جثهٔ درشت دارند بسیار بیشتر است. کلان‌بوم‌شناسی مدت‌هاست که به دنبال درک سازوکارهایی است که زیربنای الگوهای تنوع زیستی است، مانند الگوی غنای اندازه بدن و گونه‌ها.

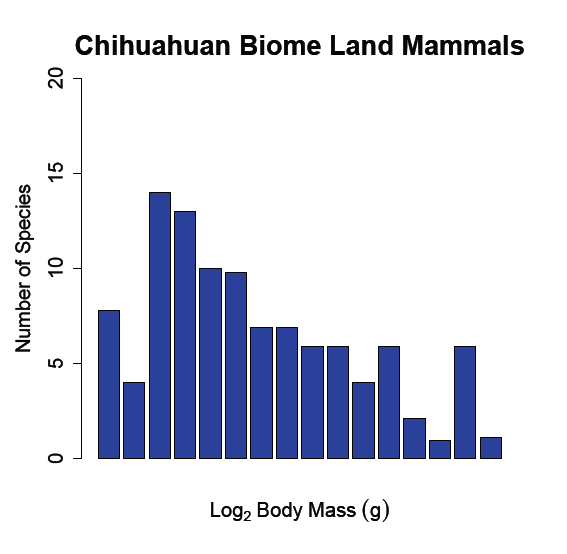
شکل ۲. الف)

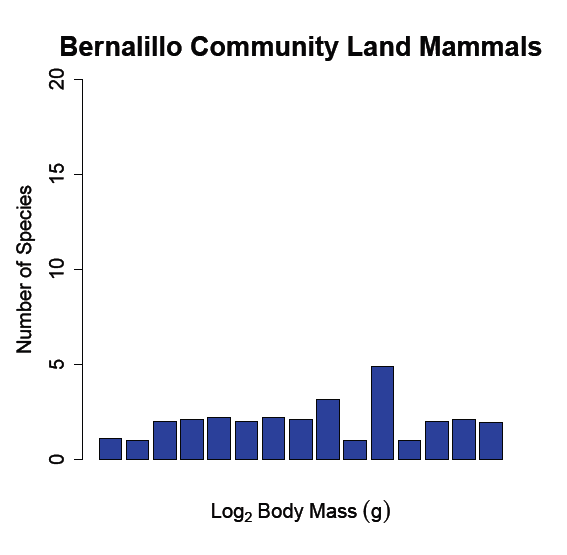
شکل ۲. ب)

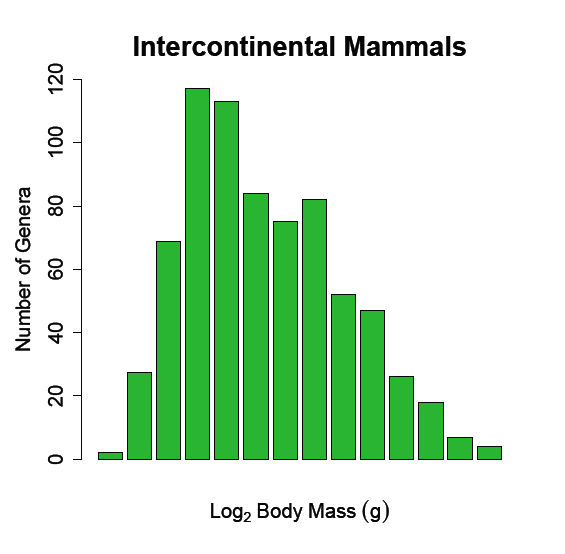
شکل ۳. توزیع فراوانی پستانداران خشکی آمریکای شمالی (۴۶۵=n). شکل یک توزیع اریب به سمت راست را نشان می‌دهد، با یک حالت تمایل به گونه‌های کوچکتر (۵۰–۱۰۰ ز). بازنگری شده از براون و مورر (1989).

شکل ۲. توزیع فراوانی پستانداران خشکی در دو مقیاس فضایی مختلف شکل یک تغییر از چولگی کمی به راست در مقیاس زیستی (الف) به توزیع نرمال در سطح جامعه (ب) را نشان می‌دهد. در هر دو نمودار، محور x از ۰ تا ۲۰ در مقیاس log متغیر است. بازنگری از براون و نیکولتو (1991).